# アンドラの歴史

アンドラの国旗

本項では、アンドラの歴史（アンドラのれきし、カタルーニャ語: Història d'Andorra）について述べる。アンドラの公式国名は「アンドラ公国」（カタルーニャ語: Principat d'Andorra）であり、また「アンドラ渓谷公国」（カタルーニャ語: Principat de les Valls d'Andorra）とも呼ばれる。アンドラはヨーロッパ南西部のイベリア半島、ピレネー山脈東部にあるミニ国家で内陸国であり、スペインとフランスに隣接している。

## 先史時代
アンドラ国内で発見された遺跡から、紀元前1万年頃には定住が行われていたことが推測されている。
新石器時代の紀元前6640年頃、マドリウ渓谷（現代では世界遺産になっている）への移住が行われた。この時期の住民は穀物農業をや畜牧業を行い、セグルやオクシタニア（現カタルーニャと南フランス）の住民と貿易した。
その他の遺跡にはセグデットの墓（オルディノ教区）とフェイシャ・デル・モロ（Feixa del Moro、サン・ジュリア・デ・ロリア教区）があり、いずれも紀元前4900年から紀元前4300年の骨壺墓地文化を示している。元は小さな集落だったが、青銅器時代には規模が大きくなり、アンドラ国中にある古代のサンクチュアリからは鉄器、古代の硬貨、聖骨箱などが発見されている。中でもカニーリョ教区のRoc de les Bruixes（「魔女たちの石」）がこの時期のサンクチュアリとして最も重要とされており、このサンクチュアリから葬式の儀式、古代の文字や壁画について知ることができる。

## 紀元前7世紀から9世紀まで
紀元前7世紀から紀元前2世紀までのマドリウ渓谷の住民はイベリア人の文化からの影響を受けているため、アンドラの地名にアクイタニア語、バスク語、イベリア語の影響が窺える。「アンドシンス」に関する記述は紀元前2世紀の歴史家ポリュビオスの著作『歴史』にみられる。『歴史』におけるポエニ戦争の記述ではカルタゴ軍がピレネー山脈を越える際、アンドラの谷に先住民が居住しており、彼らを「アンドシンス」（Ἀνδοσίνους）と呼んだとされた。
カルタゴの滅亡以降は古代ローマ領ヒスパニアに組み入れられ、西ローマ帝国が衰退した後は西ゴート王国の支配下に置かれた。西ゴート王国の統治期にはキリスト教がアンドラで広まった。

## 9世紀から19世紀まで

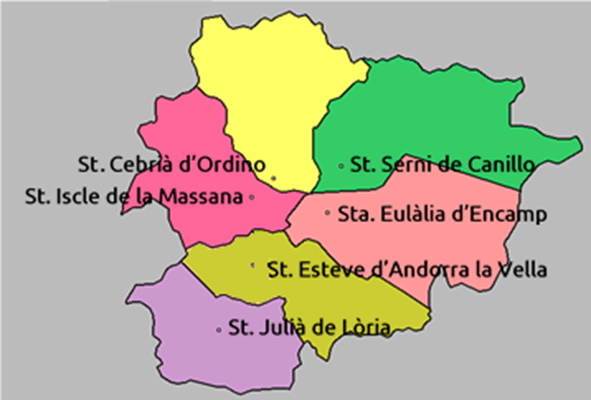
守護聖人の名前をつけられた、アンドラの6教区。

803年、フランク王国のシャルルマーニュがピレネー山脈中においたスペイン辺境領の一つ、ウルヘル伯領を起源とする。アンドラはシャルルマーニュが設立した辺境領のうち、最後まで存続した唯一の国である。
1133年、ウルヘル伯はウルヘル司教にアンドラの宗主権を譲り渡した。1096年、司教はカボー家にアンドラの防衛を委ねる代わりに、代償としてアンドラの一部カボー谷の統治権を与えた。カボー家の権利はカステルボー子爵との婚姻によって移動し、1208年にはフォワ伯家によって掌握された。フォワ伯家はアンドラ全体の統治権を狙い、司教と争うようになった。事態の解決のため、1278年に両者を対等の共同統治者とする宗主契約が結ばれた。アンドラの国境は1278年に定められた以降、現代に至るまで変わっていない。1419年には最初の議会が設置されている。フォワ伯のガストン4世はナバラ女王のレオノールと婚姻し、以降フォワ伯位とアンドラの統治権に加えてナバラ王を継承するようになった。フォワ伯の地位は女系を経てブルボン家に渡り、1589年にアンリ4世がナバラ王兼フランス王となったことでフランス国王がアンドラの宗主権を受け継ぐことになった。そして、アンリ4世が1607年にフランス王とウルヘル司教を共同大公とする勅令を出したことで、アンドラは公国となった。
1278年の宗主契約以降はフランスとスペインの間で相互監視が働き、またアンドラの重要性が低かったため2国間の紛争はほとんど起こらなかった。
フランス革命が発生して1793年にルイ16世が処刑されると、フランス側の共同大公は存在しなくなった。アンドラ側は革命政権を承認せず、フランス第一共和政政府もアンドラとの関係を絶った。1794年、スペインとの間でピレネー戦争を戦っていた共和政政府は、この機にアンドラを併合しようと目論んだ。この時アンドラの代表がフランス軍の司令官のもとに赴き、侵攻を断念するよう説得している。1806年、フランス皇帝に即位したナポレオン・ボナパルトとの間で両国関係は修復され、再びフランスの元首が共同大公につくことになった。しかし、フランスは半島戦争中の1812年-1813年にアンドラを含むカタルーニャ地方を併合した。カタルーニャ地方は4県に分割され、うちアンドラはセグル県に組み込まれた。1814年、国王勅令によりアンドラは独立を回復した。

## 20世紀
スペイン内戦の時期には中立を守り、フランス軍が駐屯している。第二次世界大戦では中立を守ったものの、スペイン軍が駐留している。またスペインとヴィシー政権の密輸ルートとして利用されている。1944年にはドイツ軍の部隊が領内に侵入しているが、1945年に退去するまで戦闘行為は発生しなかった。
第一次世界大戦では3人のアンドラ人がフランス軍に志願した記録が残っている。
ニューヨーク・タイムズの記事では、第一次大戦時にアンドラはドイツに宣戦布告したが、第一次世界大戦の講和条約であるヴェルサイユ条約で忘れ去られたため、1958年までドイツと戦争状態であったとされていた。
ただし、歴史家ペレ・カベロが行った調査の結果、アンドラがドイツに宣戦布告し第一次世界大戦に参戦したという公的記録はアンドラ・ドイツ両国に存在していないことが判明した。アンドラ政府も「第一次大戦の時にアンドラがドイツに宣戦布告し参戦したというのは間違いである。」と掲載しており、上記のニューヨーク・タイムズの記事内容は事実ではないと否定されている。

### 1990年代以降
1990年に欧州評議会が「アンドラが欧州連合に加入したければ、その住民と労働者の権利を保証する憲法を採用すべき」という趣旨の勧告を出すと、アンドラは1993年に議会民主主義制を採用する憲法を可決した。これにより、ウルヘル司教とフランス大統領を共同元首とする事が決定された。以降、1993年に国際連合に、1994年に欧州評議会に加入した。